# 格但斯克主城市政厅
格但斯克主城市政厅（Rechtstädtische Rathaus）位于长街的尽头，在长广场居于主导地位。这里是主城（Rechtstadt）的心脏。这是真正的市中心，早于老城（Altstadt）及老城市政厅（Altstädtisches Rathaus ）。

## 历史
它创建于13-14世纪之交，1327年重建。塔楼则建于1486-1488年。1556年火灾后于，哥特风格的市政厅按照矫饰风格重建，1561年增加了波兰国王齐格蒙特·奥古斯特镀金雕像。81米高的塔楼拥有欣赏城市的广阔视野。
在二战末期，主城市政厅严重受损，1970年重建，现在是市博物馆所在地。
今天的室内设计是16-17世纪之交的作品。许多著名的艺术家，建筑师和铁匠曾经参与建造格但斯克这座宏伟的建筑物。

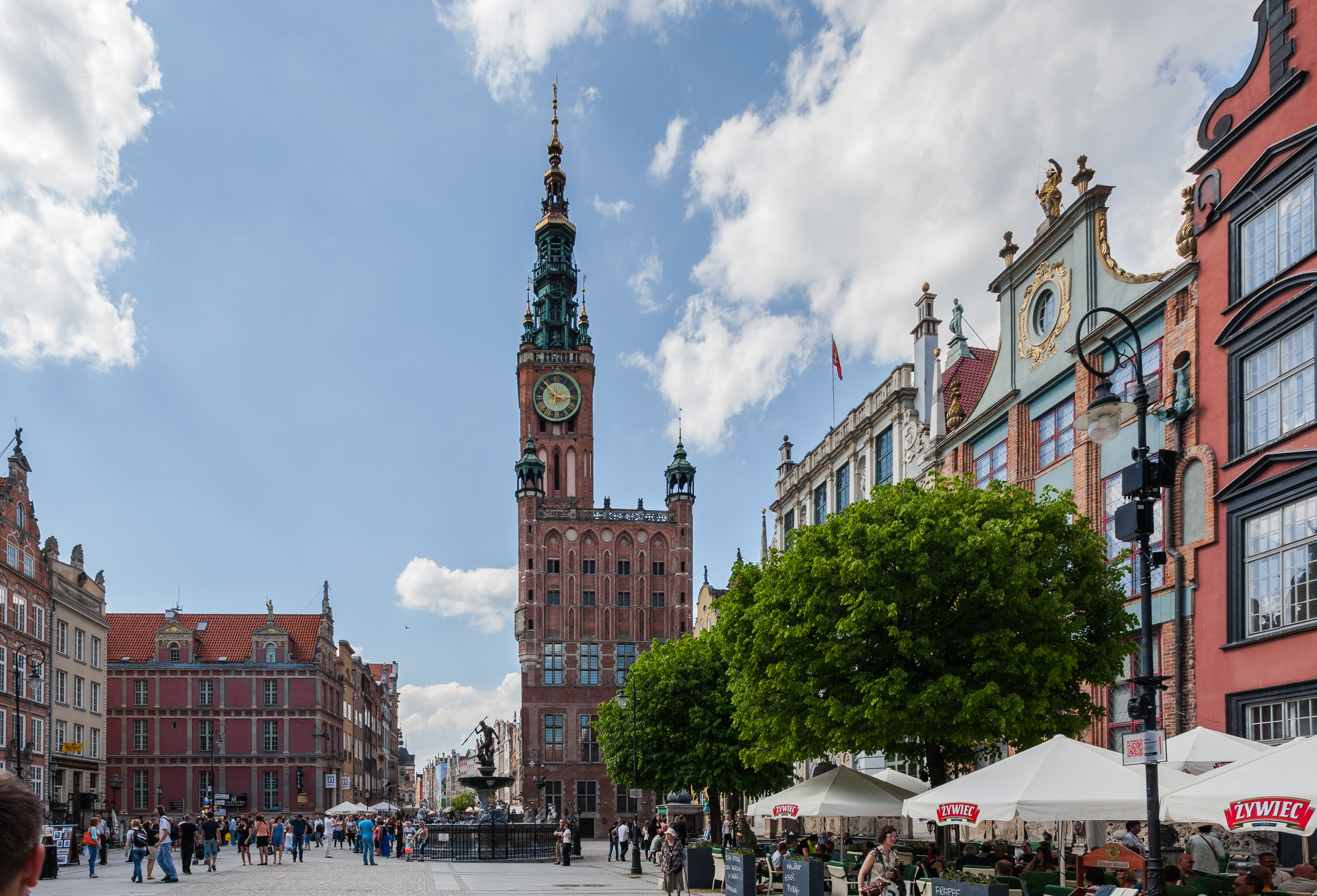
Blick vom Langen Markt
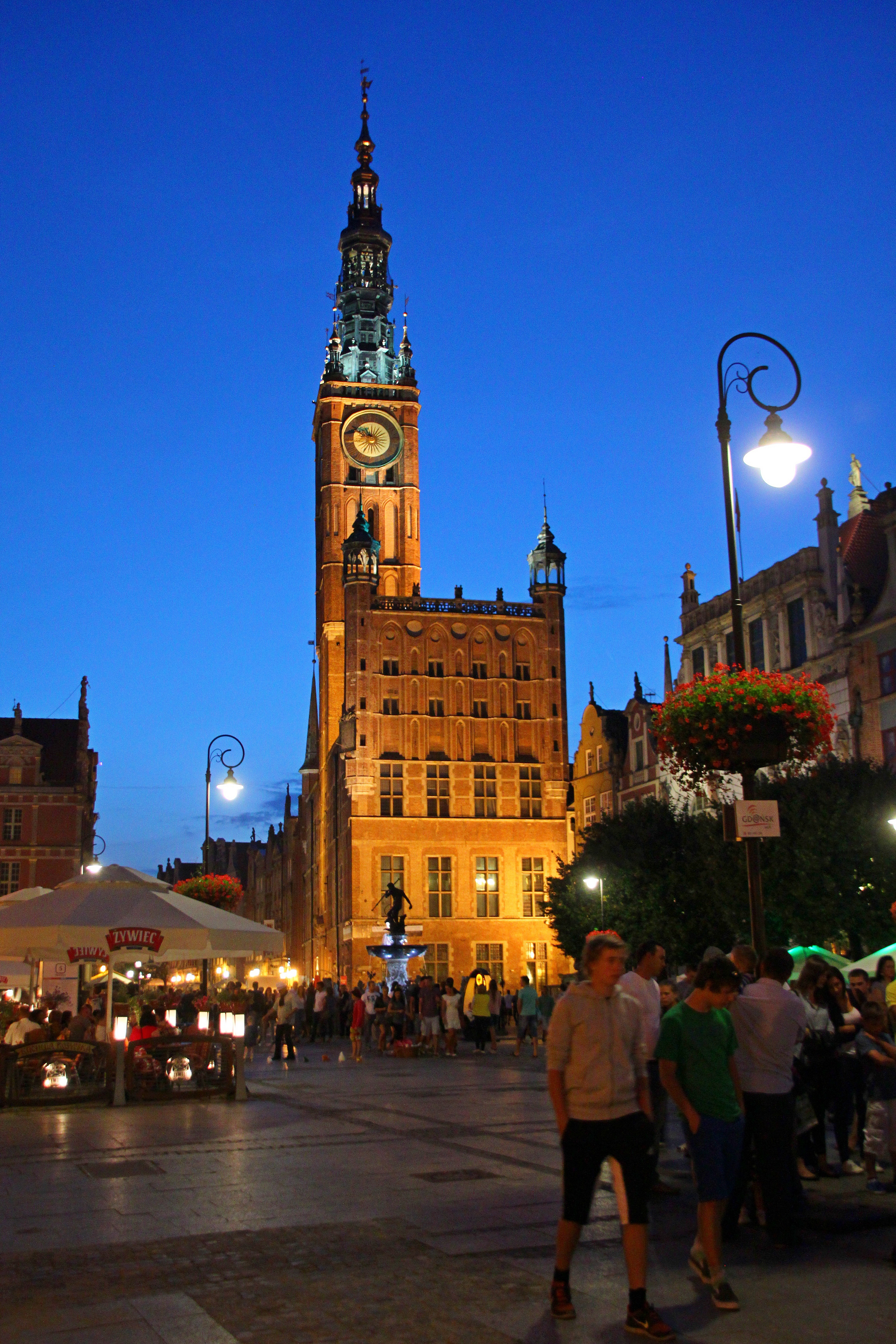
Nachtansicht
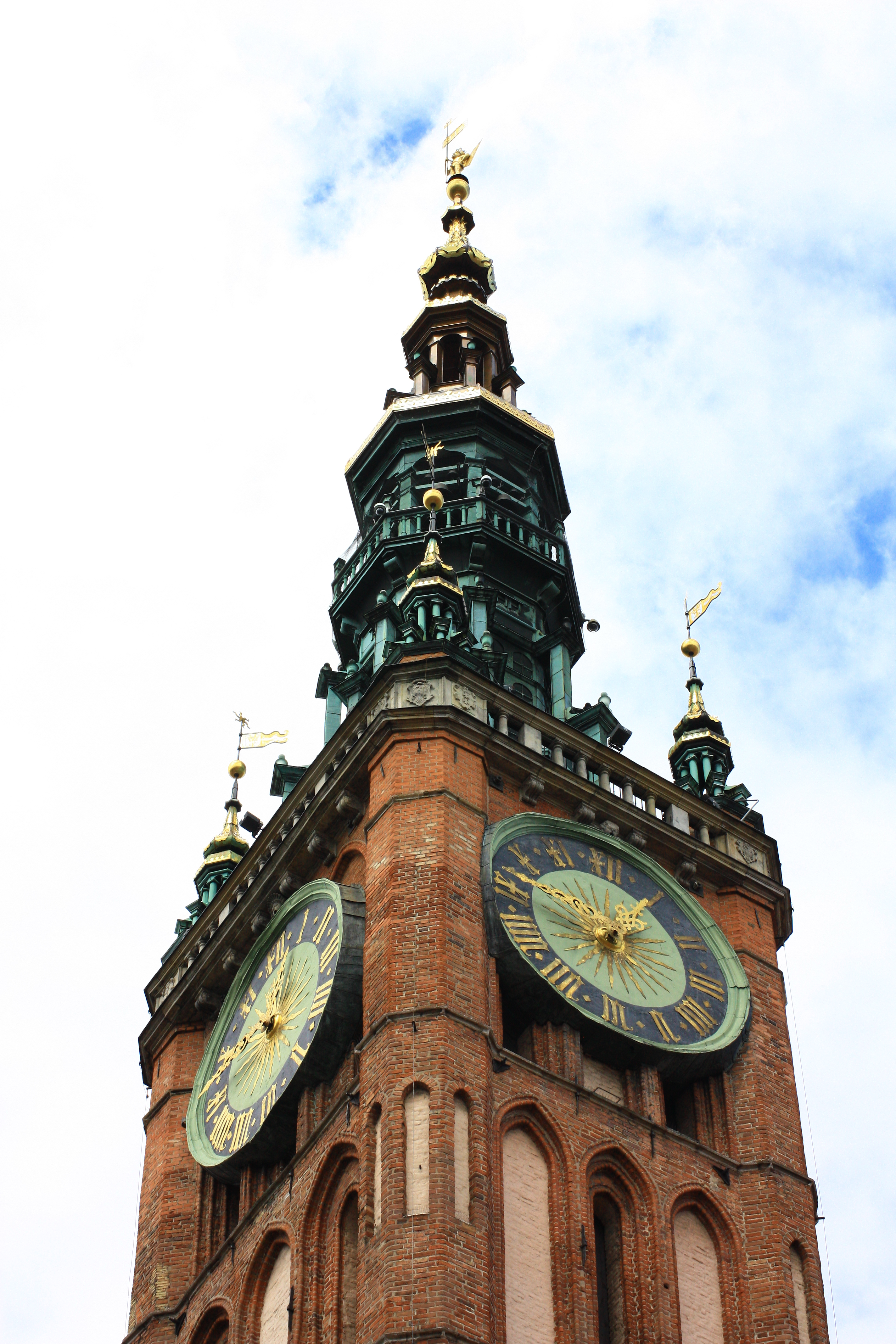
Turmdetail
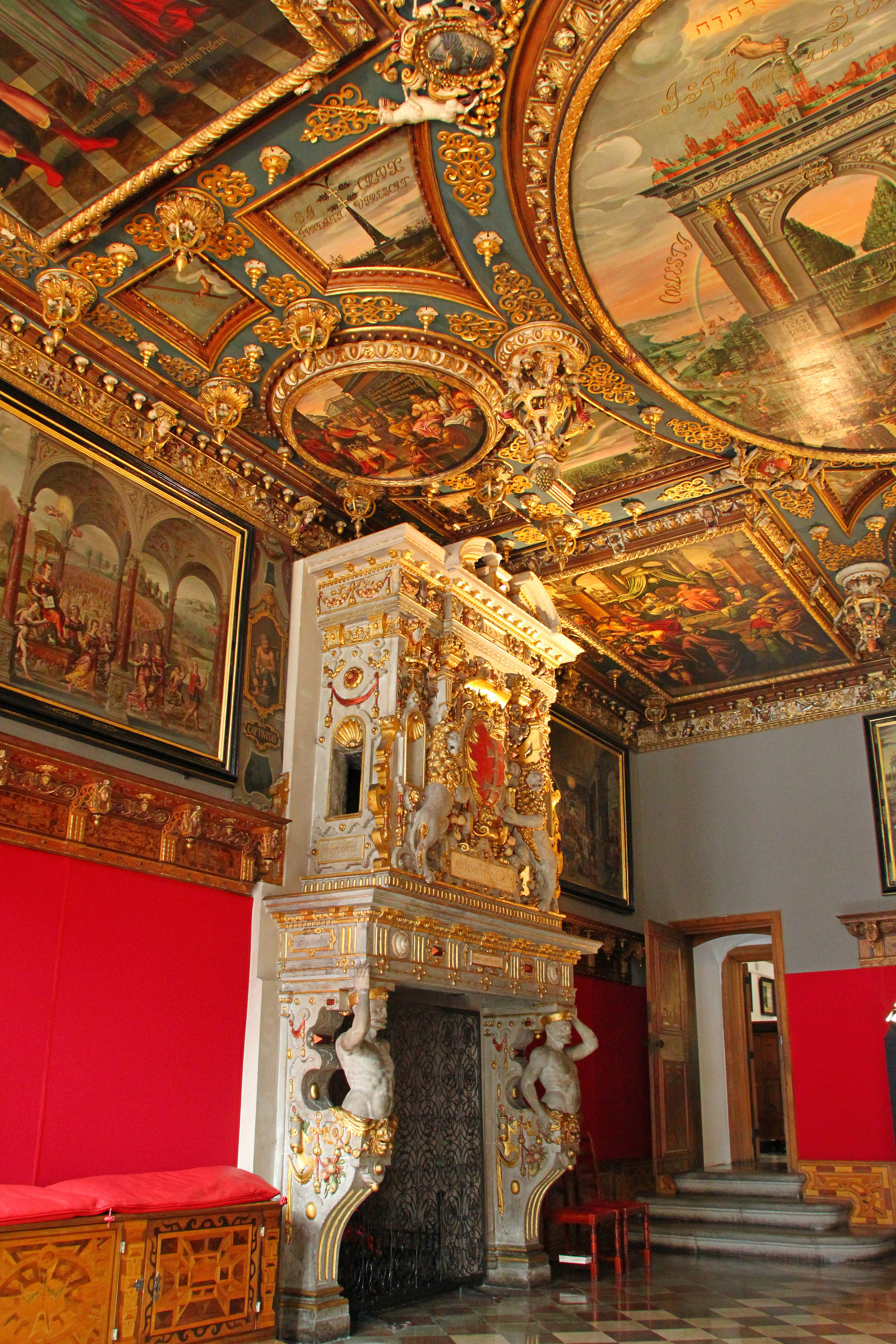
Der Rote Saal

54°20′55.91″N 18°39′10.38″E / 54.3488639°N 18.6528833°E